# Царица на България
Царица на България е българска владетелска титла, давана на съпругата на държавния глава на Първото и Второто българско царство, или отразяваща реално управляваща жена на трона, което обаче не се е случвало дори веднъж в българската история.

## Царици на Първото българско царство

### Царици на Крумовата династия
- Сестра на Георги Сурсувул, съпруга на Симеон Велики
- Ирина Лакапина, съпруга на Петър (България)

### Царици на Комитопулите
- Агата, съпруга на Самуил
- Маргьорит Унгарска, първа съпруга на Гаврил Радомир
- Ирина, втора съпруга на Гаврил Радомир
- Мария, съпруга на Иван Владислав

## Царици на Второто българско царство

### Царици на Асеневци
- Мария, съпруга на Иван Асен I
- Елена, съпруга на Иван Асен I
- Анна Куманката, съпруга на Калоян и Борил
- Елисавета дьо Куртене, съпруга на Борил
- Анна, съпруга на Иван Асен II
- Анна-Мария Унгарска, съпруга на Иван Асен II
- Ирина Комнина, съпруга на Иван Асен II
- Анна Ростиславна, съпруга на Михаил II Асен и Калиман II
- Мария Асенина, съпруга на Мицо Асен
- Ирина Ласкарина Асенина, съпруга на Константин Тих Асен
- Мария Палеологина Кантакузина, съпруга на Константин Тих Асен и Ивайло
- Ирина Палеологина, съпруга на Иван Асен III

### Царици на Тереровци
- Мария Тертер, съпруга на Георги I Тертер
- Кира-Мария Асенина, съпруга на Георги I Тертер
- Мария Тертер

### Царици на Смилецовите
- Смилцена Палеологина, съпруга на Смилец

### Царици на Тертеровци (реставрация)
- Ефросина, съпруга на цар Теодор Светослав
- Теодора Палеологина, съпруга на Теодор Светослав и Михаил III Шишман Асен

### Царици на Шишмановци
- неизвестна по име, съпруга на Шишман I
- Анна Неда, съпруга на Михаил III Шишман Асен
- Теодора Палеологина, съпруга на Михаил III Шишман Асен
- Теодора I, съпруга на Иван Александър
- Теодора II, съпруга на Иван Александър
- Кира Мария, съпруга на Иван Шишман
- Драгана Хребелянович, съпруга на Иван Шишман
- Анна Басараб, съпруга на Иван Срацимир

## Царици на Третото българско царство
- Мария-Луиза Бурбон-Пармска, княгиня, съпруга на Фердинанд I Български
- Елеонора Българска, съпруга на Фердинанд I
- Йоанна Българска, съпруга на Борис III